# PZL Bielsko SZD-48
Die PZL Bielsko SZD-48 Jantar (deutsch: Bernstein) Standard ist ein einsitziges polnisches Hochleistungs-Segelflugzeug aus GFK, das ursprünglich für die OSTIV-Standardklasse entwickelt wurde. Der Schulterdecker hat ein T-Leitwerk.
Es handelt sich dabei um eine von Wladyslaw Okarmus durchgeführte Weiterentwicklung der PZL Bielsko SZD-41 Jantar Standard mit geändertem Rumpf und gleichen Tragflächen. Zwischen 1977 und 1994 wurden über 600 Stück beider Versionen des heute noch in der Clubklasse recht erfolgreichen Flugzeugs hergestellt. Der Segelflug-Index beträgt 100.

## Jantar Standard 2
Der Erstflug dieser Ausführung fand am 10. Dezember 1977 statt. Wie die SZD-41 verfügt sie über eine geteilte Haube und wurde bis 1983 hergestellt. Die Haube ist nicht angeschlagen und der hintere Teil kann nur abgenommen werden, was auf Grund der liegenden Haltung des Piloten nach der Landung eine unglückliche Lösung darstellt. Das starre und nicht lenkbare Spornrad erschwert die Bewegung des Flugzeuges am Boden. Das Hauptfahrwerk wird von einer zweigeteilten Fahrwerksklappe verschlossen.
Die Belüftung der Kabine ist unzureichend. Die Frischlufteinlässe befinden sich am Rumpf unter den Tragflächen und klappen nach innen ein. Da sich der Rumpf an dieser Stelle bereits deutlich zum Heck hin verjüngt, wird so nur sehr wenig Frischluft von der Öffnung aufgenommen, von wo sie über Luftkanäle zum Kabinenvorderteil umgelenkt werden soll. Im aufschiebbaren Seitenfenster befindet sich deshalb erstmals eine zusätzlich nach außen ausstellbare Klappe.
Das Flugzeug besitzt keine Trimmruder. Die Rudertrimmung erfolgt durch Verstellung einer Rückstellfeder am Steuerknüppel. Es gibt somit keine Notlösung mehr für den Fall des Höhenruderausfalls.
Die Pilotsonde am Seitenleitwerk wurde mehrfach geändert.
An den Flügelspitzen sind keine Gleitkufen zur Vermeidung von Beschädigungen bei der Landung vorhanden. Die Flügelspitzen weisen ein negatives Profil zu Verringerung der dort zwangsläufig auftretenden Wirbelschleppen auf.
Beim Windenstart ist die Mitnahme von Ballastwasser ausgeschlossen. Die auch beim Windenstart genutzte, im Flug von zwei Gummilippen verschlossene Seilkupplung befand sich zu weit vorn, um einen sicheren Start auch mit Wasserballast zu ermöglichen. Deshalb gab es in der DDR Umbauten der Kupplung. Es wurde in einigen Fällen eine zusätzliche Schleppkupplung am einziehbaren Fahrwerk installiert. Dies brachte mehrere Vorteile. Das Flugzeug konnte so mit Wasserballast auch an Winden gestartet werden. Außerdem war es möglich, einen steileren Anstellwinkel beim Windenstart zu wählen. Die in der DDR typischen tschechischen Herkules-III- und Herkules-IV-Winden mit ihren bis zu 180 PS leistenden Tatramotoren konnten so ihre Motorleistung voll zur Wirkung bringen und höhere Auskuppelhöhen auch beim Windenschlepp erzielen (etwa 100 bis 150 m mehr Höhe).

## Jantar Standard 3

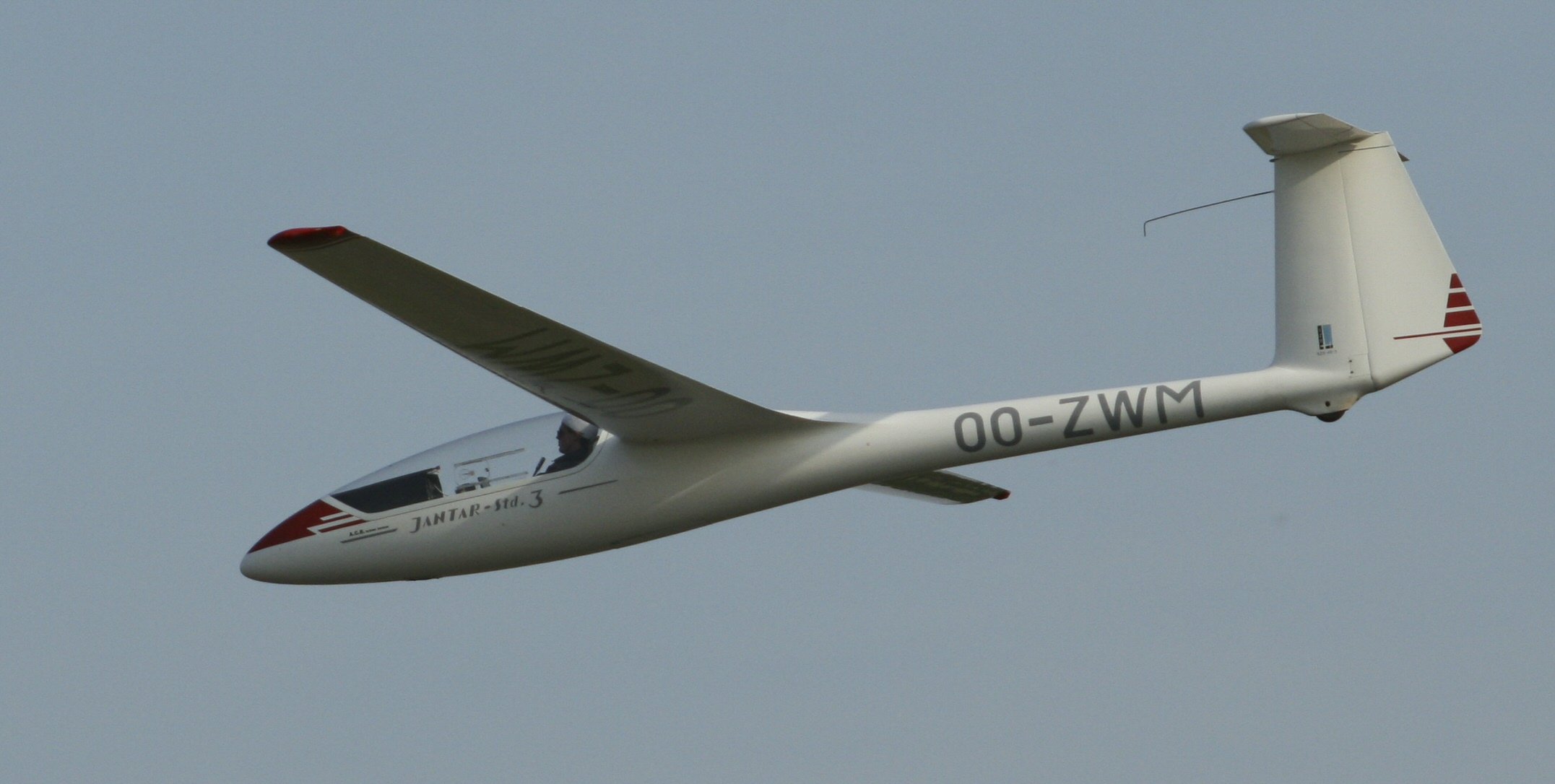
Jantar Standard 3 im Flug

## Technische Daten des Jantar Standard 2
| Kenngröße              | Daten                            |
| ---------------------- | -------------------------------- |
| Besatzung              | 1                                |
| Spannweite             | 15 m                             |
| Länge                  | 6,71 m                           |
| Flügelfläche           | 10,66 m²                         |
| Flügelstreckung        | 21,1                             |
| Gleitzahl              | 40 (bei 110 km/h 360 kg)         |
| geringstes Sinken      | 0,65 m/s (bei 78 km/h, 360 kg)   |
| Leermasse              | 247 kg                           |
| Wasserballast          | max. 150 l                       |
| Startmasse             | max. 520 kg                      |
| Höchstgeschwindigkeit  | 280 km/h                         |
| Mindestgeschwindigkeit | 72 km/h                          |
| Flächenbelastung       | 48,8 kg/m² bei 520 kg Startmasse |